# Porites cylindrica
Porites cylindrica är en korallart som beskrevs av James Dwight Dana 1846. Porites cylindrica ingår i släktet Porites och familjen Poritidae. IUCN kategoriserar arten globalt som nära hotad. Inga underarter finns listade i Catalogue of Life.